# Le Sang des autres (film)
Pour un autre film, voir Avec le sang des autres.
Pour les articles homonymes, voir Le Sang des autres.
Pour plus de détails, voir Fiche technique et Distribution.
Le Sang des autres est un film franco-canadien, réalisé par Claude Chabrol, sorti le 2 mai 1984.
Adapté du roman homonyme Le Sang des autres (1945) de Simone de Beauvoir, c'est l'histoire d'une jeune fille tiraillée entre les essors existentialistes des enjeux politiques de la résistance et la responsabilité des conséquences de ses propres actions.

## Synopsis
Dans la France occupée par les nazis, Jean Blomart (Michael Ontkean) est assis près d’un lit sur lequel sa maîtresse Hélène (Jodie Foster) est en train de mourir. Une série de flashbacks nous permet de connaître les deux personnages et la relation qu’ils entretenaient. Jeune homme qui se sent coupable de mener une vie bourgeoise privilégiée, Jean adhère au parti communiste et rompt avec sa famille, résolu à mener sa vie comme il l’entend. Se sentant responsable de la mort d’un ami lors d’une manifestation politique, il quitte le Parti et se concentre sur des activités syndicales. Hélène est une jeune créatrice qui travaille dans la confiserie familiale et n’est pas satisfaite de sa liaison conventionnelle avec son fiancé Paul. Elle réussit à rencontrer Jean, et, bien qu’au début il la rejette, ils entament une relation après qu’elle a avorté à la suite d’une aventure irréfléchie avec un autre homme. Jean dit à Hélène qu’il l’aime, même s’il n’y croit pas. Il la demande en mariage et elle y consent.
Lorsque la France entre dans la Seconde Guerre mondiale, Jean s’engage comme soldat, il admet la nécessité d’un conflit violent pour provoquer un changement. Hélène intervient malgré lui pour le faire affecter à un poste sûr. Dans sa colère contre elle, il rompt leur relation. Alors que les forces allemandes progressent vers Paris, Hélène s’enfuit et est témoin de la souffrance d’autres réfugiés. De retour à Paris, elle a une liaison passagère avec un Allemand qui serait capable de faire avancer sa carrière, mais elle voit bientôt la souffrance de ses compatriotes. Elle assiste aussi à des rafles de Juifs. Cherchant à mettre en sûreté Yvonne, son amie juive, elle retrouve Jean devenu le chef d’un groupe de résistants. Elle a envie d’y entrer. Jean a renoué avec son père car tous deux cherchent à libérer la France de l’Allemagne. Sa mère, cependant, est moins impressionnée par les vies perdues par la Résistance.
Hélène est abattue dans une action de résistance et pendant la veillée nocturne de Jean à ses côtés, il réfléchit à son amour pour Hélène et aux conséquences plus larges de ses actions. À l’aube, Hélène meurt et Jean décide de continuer à résister.

## Fiche technique
Sauf indication contraire, les informations mentionnées dans cette section peuvent être confirmées par la base de données cinématographiques Unifrance,  présente dans la section « Liens externes ».
- Titre original : Le Sang des autres
- Réalisation : Claude Chabrol
- Scénario : Brian Moore d'après le roman homonyme de Simone de Beauvoir
- Photographie : Richard Ciupka
- Musique : Matthieu Chabrol et François Dompierre
- Scripte : Aurore Paquiss
- Montage : Monique Fardoulis et Yves Langlois
- Producteurs délégués : Gabriel Boustani, Denis Héroux, John Kemeny
- Directeur de production : Jacques Bourdon
- Sociétés de production : Filmax, Les Films A2, International Cinema Corporation
- Société de distribution : Parafrance
- Pays d'origine :  France (majoritaire) ;  Canada
- Langue de tournage : français, anglais[2]
- Affiche : Philippe Lemoine
- Tournages extérieurs :
  - Belgique, Bruxelles
  - France, Paris et Cormeilles-en-Parisis dans le Val-d'Oise
- Format : couleur - Son monophonique - 1,33:1 - 35 mm
- Genre : mélodrame, drame romantique
- Durée : 
  - France : 135 minutes ; mini-série en deux parties de 175 minutes
  - Suède : 130 minutes
- Dates de sortie : 
  - France : 2 mai 1984
  - Canada : 7 septembre 1984

## Distribution
- Jodie Foster : Hélène Bertrand
- Michael Ontkean (VF : Bernard Le Coq) : Jean Blomart
- Sam Neill (VF : Jacques Frantz) : Dieter Bergman
- Lambert Wilson : Paul Perrier
- Stéphane Audran : Gigi Grandjouan
- Alexandra Stewart : Madeleine
- Jean-François Balmer : Charles Arnaud
- John Vernon : le général Von Loenig
- Roger Mirmont : Marcel
- Kate Reid : Mme Blomart
- Jean-Pierre Aumont : M. Blomart
- Marie Bunel : Yvonne Kotz
- Monique Mercure : Mme Kotz
- Michel Robin : Raoul
- Christine Laurent : Denise
- Micheline Presle : Mme Monge
- Renaud Verley : docteur Duval
- Alain Doutey : Leclerc
- Jean-Marie Arnoux : l'ami de Mimi
- Didier Bourdon : un soldat dans un café
- Gérard Buhr : le major allemand au restaurant
- Jean Champion : le portier
- André Chaumeau : le général Claussen
- Louise Chevalier : la concierge des Kotz
- Georges Claisse : un colonel allemand
- Erick Deshors : un soldat
- Germaine Delbat : Marie
- Pierre-François Dumeniaud : un garçon de café
- Jacques François : le colonel Catelas
- Samuel Fuller : le vieil homme dans un café
- Harold Kay : Leprince
- Catherine Lachens : Mme Grant
- Thierry Redler : un officier allemand
- Didier Sauvegrain : un soldat dans un café
- Peter Semler : un colonel allemand
- Dominique Zardi : un sous-officier allemand
- Jacques Chevalier : Le premier flic
- Irène Hilda
- Blanche Ravalec
- Claude Vernier